# Luis Felipe Salomão
Luis Felipe Salomão (Salvador, 18 de março de 1963) é um jurista e magistrado brasileiro, atualmente ministro e vice-presidente do Superior Tribunal de Justiça (STJ). Foi corregedor nacional de Justiça entre 2022 e 2024.

## Biografia
Embora nascido em Salvador, Luis Felipe Salomão construiu sua carreira acadêmico-jurídica principalmente no Estado do Rio de Janeiro. Graduou-se bacharel em direito pela Universidade Federal do Rio de Janeiro (UFRJ), tendo feito pós-graduação lato sensu em direito comercial. É doutor honoris causa em Ciências Sociais e Humanas pela Universidade Cândido Mendes.
Foi advogado e promotor de justiça do Ministério Público do Estado de São Paulo. Ingressou na carreira da magistratura como juiz de direito do Estado do Rio de Janeiro, aprovado em concurso público de provas e títulos. Foi promovido a desembargador do Tribunal de Justiça do Estado do Rio de Janeiro, passando a atuar na 18ª Câmara Cível do tribunal.
Exerceu a função de Juiz auxiliar da Corregedoria Geral da Justiça do Estado do Rio de Janeiro. Integrou, como membro efetivo, a Comissão Estadual dos Juizados Especiais e Adjuntos Cíveis e Criminais do Rio de Janeiro e também a Comissão de Comunicação Social do TJ/RJ.
Presidiu a Associação dos Magistrados do Rio de Janeiro e atuou como secretário-geral e diretor da Associação dos Magistrados Brasileiros (AMB). Foi diretor presidente da Escola Nacional da Magistratura. Foi membro do Conselho Superior da Escola Nacional de Formação e Aperfeiçoamento de Magistrados - Enfam (biênio 2018-2020).
Foi professor de direito comercial da UFRJ. Lecionou Direito Comercial e Processual Civil na Escola da Magistratura daquele Estado. É professor emérito da Escola da Magistratura do Rio de Janeiro e da Escola Paulista da Magistratura do TJSP e professor honoris causa da Escola Superior da Advocacia (RJ). É professor da Fundação Getulio Vargas (FGV)  e do Instituto Brasiliense de Direito Público (IDP). É sócio honorário do Instituto dos Advogados de São Paulo - IASP.
É Presidente do Conselho Editorial da Revista Justiça e Cidadania. É membro do Conselho Editorial da Revista da Escola da Magistratura do Estado do Rio de Janeiro. É membro do Conselho Editorial da Revista da Defensoria Pública do Estado do Rio de Janeiro.
Foi Presidente e integrante de inúmeras bancas de concursos para provimento de cargos no âmbito do Ministério Público e Judiciário.  
É autor de diversos livros e artigos jurídicos, bem como palestrante no Brasil e exterior.  
Foi Coordenador da Pesquisa da AMB "Quem somos. A Magistratura que queremos", realizada pelos sociólogos Luiz Werneck Vianna, Maria Alice Rezende de Carvalho e Marcelo Baumann Burgos, da PUC-Rio (acesse aqui). Foi Diretor do Centro de Pesquisas Judiciais da Associação dos Magistrados Brasileiros (AMB) (acesse aqui) e Presidente do Fórum Nacional de Recuperação Empresarial e Falência (FONAREF) do CNJ. É Coordenador da FGV Justiça da Fundação Getulio Vargas (FGV) (acesse aqui).  

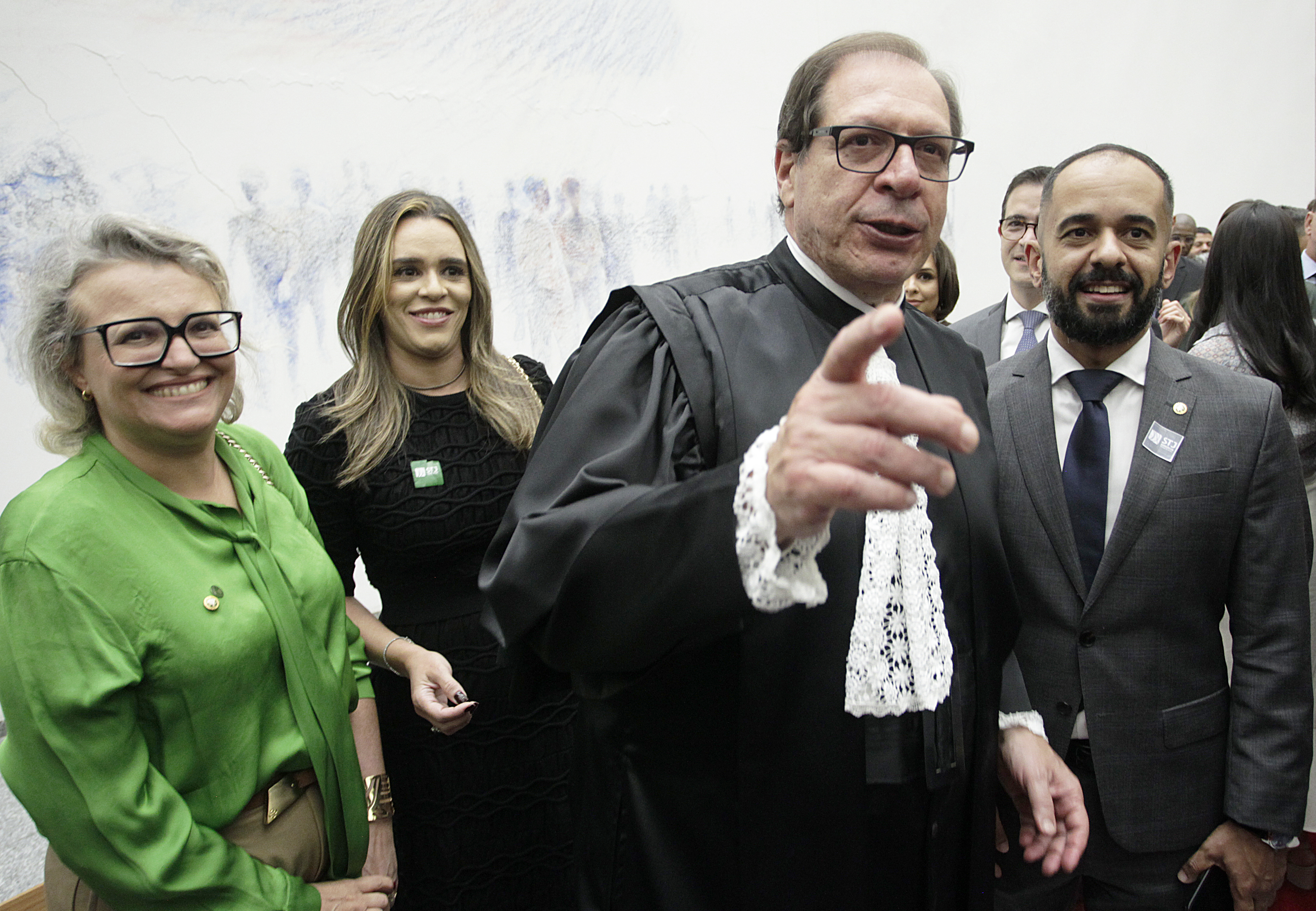
Salomão em sua posse como Vice-Presidente do STJ (2024)

Foi Presidente da Comissão de Juristas do Senado Federal para elaboração do anteprojeto de lei que ampliou a arbitragem e criou a mediação no Brasil (Leis 13.129/15 e 13.140/15). Foi Presidente da Comissão de Juristas responsável pela revisão e atualização do código civil, instituída pelo Ato do Presidente nº 11, 2023, do Senado Federal (acesse ). 
Luis Felipe Salomão tomou posse no cargo de ministro do Superior Tribunal de Justiça em 17 de junho de 2008. No Tribunal da Cidadania, é Vice-Presidente e membro da Corte Especial. Exerceu a Presidência da Quarta Turma (ago/2021 a ago/2022 e ago/2011 a ago/2013) e da Segunda Seção (ago/2013 a ago/2015). Foi membro da Comissão de Documentação, presidiu a Comissão de Regimento Interno e foi Diretor da Revista do STJ.
Foi ministro efetivo do Tribunal Superior Eleitoral (out/2019 a out/2021), tendo sido ministro substituto no biênio out/2017 a out/2019. Foi Corregedor-Geral da Justiça Eleitoral (set/2020 a out/2021). Foi Corregedor Nacional de Justiça (ago/2022 a ago/2024).
Seus principais artigos e palestras podem ser encontrados aqui.

## Publicações e livros
- Manual do Juizado de Pequenas Causas e do Consumidor, Editora Escola da Magistratura do Rio de Janeiro - EMERJ,1994.
- Roteiro do Juizado de Pequenas Causas, Editora Ideia Jurídica,1995.
- Roteiro dos Juizados Especiais Cíveis, Editora Destaque, 1997, 2ª ed. (1999), 3ª ed. (2003); 4ª ed. (2009), Editora Forense.
- Corregedorias do Poder Judiciário, Editora Revista dos Tribunais, 2003, coautoria.
- A Nova Lei de Falências e de Recuperação de Empresas – Lei nº 11.101/05, Editora Forense, 2006, coautoria.
- Comentários aos Verbetes Sumulares do TJRJ, Editora Espaço Jurídico, 2006, coautoria.
- Responsabilidade Civil – Estudos e Depoimentos no Centenário do Nascimento de José de Aguiar Dias (1906/2006), Editora Forense, coautoria.
- Estudos de Direito Constitucional - Em Homenagem a Cesar Asfor Rocha - Teoria da Constituição, Direitos Fundamentais e Jurisdição, Editora Renovar, 2009, coautoria.
- O Superior Tribunal de Justiça e a Reconstrução do Direito Privado, Editora Revista dos Tribunais, 2011, coautoria.
- Recuperação Judicial, Extrajudicial e Falência - Teoria e Prática, Editora Forense, 2012, em coautoria com o Dr. Paulo Penalva Santos, 1ª ed. (2012), 2ª ed. (2015), 3ª ed. (2017), 4ª ed. (2019), 5ª ed. (2020), 6ª ed. (2021), 7ª ed. (2022) e 8ª ed. (2025).
- Direito Privado - Teoria e Prática,  Editora Forense, 1ª ed. (2013), 2ª ed. (2014), Editora Forense; 3ª ed. (2016), Editora Saraiva.
- O Papel da Jurisprudência no STJ, Editora Revista dos Tribunais, 2014, coautoria.
- Estudos de Direito Constitucional – Homenagem a J. Bernardo Cabral, 2014, coautoria.
- Arbitragem e Mediação – A Reforma da Legislação Brasileira, Editora Atlas, 1ª ed. (2015) e 2ª ed. (2017), coordenador.
- Teoria do Dano Moral e Direitos da Personalidade, Coleção Doutrinas Essenciais: Dano Moral, v. 1, 2015, coautoria.
- O juiz constitucional: Estado e Poder no Século XXI, Editora Revista dos Tribunais, 2015, coautoria.
- Parte Geral do CPC/15: Comentários aos arts. 1º ao 316 em homenagem ao Ministro João Otávio de Noronha, Editora Lualri, 2017, coordenador geral.
- Direito civil: diálogos entre a doutrina e a jurisprudência, Editora Atlas, 1ª ed. (2018) e vol. 2 (2021), coordenador.
- Lei de Liberdade Econômica e seus impactos no Direito Brasileiro, Editora Thomson Reuters Revista dos Tribunais, 1ª ed. (2020), coordenador.
- Análise de impacto legislativo na recuperação e na falência, Editora Justiça & Cidadania, 1ª ed. (2020), coordenador.
- Magistratura do futuro, Editora JC, 1ª ed. (2020), coordenador.
- Recuperação de empresas e falência: diálogos entre a doutrina e a jurisprudência, Editora Atlas, 1ª ed. (2021), coordenador.
- Sistema Penal Contemporâneo, Editora Fórum (2021), coordenador.
- MyNews explica eleições brasileiras, em coautoria com Daniel Vianna Vargas. São Paulo: Almedina Brasil, 2022.
- Estudos aos vinte anos de vigência do Código Civil no Brasil, coordenador. 1ª ed., Brasília: OAB Editora, 2023.
- Sistema Eletrônico do Registro Público e sua regulamentação, coordenador. 1ª ed., Rio de Janeiro: Forense, 2024.
- Convenção Americana de Direitos Humanos Comentada, coordenador. 1ª ed., Rio de Janeiro: Forense, 2024.